# Gordon Douglas
Gordon Douglas Brickner (New York, 15 dicembre 1907 – Los Angeles, 29 settembre 1993) è stato un regista statunitense.

## Biografia
Douglas iniziò la sua carriera da bambino come attore, e da ragazzo lavorò negli uffici degli studios di Hal Roach, apparendo anche in vari film e in almeno due cortometraggi della serie delle Simpatiche canaglie (Our Gang), Teacher's Pet (1930) e Birthday Blues (1932). Divenuto assistente del regista Gus Meins, Douglas svolse questo ruolo nel film Nel paese delle meraviglie (1934), e nei cortometraggi della serie Our Gang realizzati tra il 1934 e metà del 1936.
A partire da Bored of Education (1936), i cortometraggi Our Gang passarono dalla durata di venti minuti a quella di dieci minuti e Douglas divenne il regista veterano della serie. Bored of Education vinse nel 1937 il Premio Oscar per il miglior cortometraggio, l'unico di sempre onorato con tale premio. Douglas rimase il regista della serie per due anni.
Nel maggio del 1938 gli studi di Hal Roach vendettero la serie alla MGM e con essa anche il contratto di Douglas, che diresse solo due cortometraggi per la casa produttrice e decise che non avrebbe lavorato per degli studios così grandi e "industriali". Tornò a lavorare per  Roach e, durante questo secondo periodo, diresse Zenobia (1939) con Oliver Hardy, C'era una volta un piccolo naviglio (1940) con Laurel and Hardy, e All-American Co-Ed con Johnny Downs, attore bambino già apparso nella serie Our Gang.

### Gli ultimi anni
Nel 1942 Douglas lasciò gli studi Roach per la RKO Radio Pictures, dove diresse molti film di serie B. Nel 1947 passò alla Columbia Pictures, e nel 1950 alla Warner Bros., dove diresse molti film di successo tra cui Sogno d'amore (1955) con Liberace, e Assalto alla Terra (1954). Tra i suoi ultimi film, da ricordare Lo sceriffo scalzo (1962) con Elvis Presley, L'investigatore (1967) con Frank Sinatra, Omicidio al neon per l'ispettore Tibbs (1970) con Sidney Poitier, Tropis - Uomo o scimmia? (1970).
Morì a causa di un tumore all'età di 85 anni.

## Filmografia parziale

### Regista
- Bored of Education (1936)
- Zenobia (1939)
- C'era una volta un piccolo naviglio (Saps at Sea) (1940)
- Una gabbia di matti (Broadway Limited) (1941)
- Notte d'avventura (A Night of Adventure) (1944)
- Il Falco a Hollywood (The Falcon in Hollywood) (1944)
- Zombies on Broadway (1945)
- Dick Tracy contro Cueball (Dick Tracy versus Cueball) (1946)
- San Quentin (1946)
- La freccia nera (The Black Arrow) (1948)
- La grande minaccia (Walk a Crooked Miles) (1948)
- Tutti conoscono Susanna (If I Knew Susie) (1948)
- Solo contro il mondo (The Doolins of Oklahoma) (1949)
- Purificazione (Mr. Soft Touch) (1949)
- L'uomo del Nevada (The Nevadan) (1950)
- Uniti nella vendetta (The Great Missouri Raid) (1950)
- Viva Robin Hood (Rogues of Sherwood Forest) (1950)
- Tra mezzanotte e l'alba (Between Midnight and Dawn) (1950)
- Non ci sarà domani (Kiss Tomorrow Goodbye) (1950)
- Le avventure di Capitan Blood (Fortunes of Capitain Blood) (1950)
- Alcool (Come Fill the Cup) (1951)
- L'avamposto degli uomini perduti (Only the Valiant) (1951)
- La croce di diamanti (Mara Maru) (1952)
- L'amante di ferro (The Iron Mistress) (1952)
- Sogno di Bohème (So This is Love) (1953)
- Virginia dieci in amore (She's Back on Broadway) (1953)
- L'indiana bianca (The Charge at Feather River) (1953)
- Assalto alla Terra (Them!) (1954)
- Tu sei il mio destino (Young at Heart) (1954)
- Sogno d'amore (Sincerely Yours) (1955)
- Una tigre in cielo (The McConnell Story) (1955)
- Santiago (1956)
- Orizzonti lontani (The Big Land) (1957)
- I giganti toccano il cielo (Bombers B-52) (1957)
- L'urlo dei comanches (Fort Dobbs) (1958)
- Duello a Forte Smith (The Fiend who Walked the West) (1958)
- La guida indiana (Yellowstone Kelly) (1959)
- Quota periscopio (Up Periscope) (1959)
- Desiderio nel sole (The Sins of Rachel Cade) (1961)
- Un pugno di fango (Claudelle English) (1961)
- L'oro dei sette santi (Gold of Seven Saints) (1961)
- Lo sceriffo scalzo (Follow That Dream) (1962)
- Chiamami buana (Call me Bwana) (1963)
- Rio Conchos (1964)
- I 4 di Chicago (Robin and Seven Hoods) (1964)
- Jean Harlow, la donna che non sapeva amare (Harlow) (1965)
- La doppia vita di Sylvia West (Sylvia) (1965)
- Stazione luna (Way...Way Out) (1966)
- I 9 di Dryfork City (Stagecoach) (1966)
- Men Against Evil, (1966) - film TV
- Vivere da vigliacchi, morire da eroi (Chuka) (1967)
- A noi piace Flint (In Like Flint) (1967)
- L'investigatore (Tony Rome) (1967)
- Inchiesta pericolosa (The Detective) (1968)
- La signora nel cemento (Lady in Cement) (1968)
- Tropis - Uomo o scimmia? (Skulldugery) (1970)
- Omicidio al neon per l'ispettore Tibbs (They Call Me MISTER Tibbs!) (1970)
- Barquero (1970)
- Il magliaro a cavallo, (1971)
- Un duro al servizio della polizia (Slaughter's Big Rip-Off) (1973)
- Nevada Smith, (1975) - film TV
- Le strabilianti avventure di Superasso (Viva Knievel) (1977)

### Attore
- Un salvataggio pericoloso (Come Clean), regia di James W. Horne - cortometraggio (1931)
- Mystery of Edwin Drood, regia di Stuart Walker (1935)